# Rafael Arcos (actor)
Rafael Arcos Mandri (Buenos Aires, 1926-Madrid, 27 de enero de 1991) fue un actor español que participó en alrededor de una cuarentena de películas y en una sesentena en su faceta de actor de doblaje, a lo largo de su trayectoria cinematográfica que abarcó desde 1948 hasta 1979. También intervino en obras de teatro televisado en programas de TVE como Novela, Estudio 1, Hora once o Teatro de siempre. Formó parte durante muchos años de elenco de la compañía del Teatro Lara y del Teatro de la Comedia, incluso fue primer actor en el Teatro María Guerrero. Estrenó importantes obras teatrales en España, como La gata sobre el tejado de zinc, de Tenesse Williams, y Olvida los tambores, de Ana Diosdado.
Su hermana Teresa Arcos Mandri fue la esposa del cineasta Mariano Ozores.
Falleció el 27 de enero de 1991 debido a una embolia cerebral.

## Filmografía completa
- Pequeñeces (1950)
- El rey de Sierra Morena (1950)
- Teatro Apolo (1950)
- Alba de América (1951)
- Séptima página (1951)
- Violetas imperiales (1952)
- Hombre acosado (1952)
- Gloria Mairena (1952)
- Amaya (1952)
- La bella de Cádiz (1953)
- Así es Madrid (1953)
- Sobresaliente (1953)
- Sangre y luces (1954)
- Viento del norte (1954)
- Rebeldía (1954)
- La moza de cántaro (1954)
- El indiano (1955)
- La espera (1956)
- Manolo, guardia urbano (1956)
- Llegaron siete muchachas (1957)
- El genio alegre (1957)
- Un abrigo a cuadros (1957)
- El anónimo (1957)
- Alegre juventud (1963)
- La hora incógnita (1964)
- Morir en España (1965)
- Noche de vino tinto (1966)
- Crónica de 9 meses (1967)
- Después de los nueve meses (1970)
- Cinco almohadas para una noche (1974)
- Call-Girl (Vida privada de una señorita bien) (1976)
- Morir... dormir... tal vez soñar (1976)
- Madrid, Costa Fleming (1976)
- Luto riguroso (1977)
- Fango (1977)
- Madrid al desnudo (1979)
- Una mujer y un cobarde (1979)
- Aventuras de Pinín y sus amigos (1979)